# SV Höntrop
Der SV Höntrop (vollständiger Name: Spielverein Höntrop 1916 e. V.) ist ein Fußballverein aus dem Bochumer Stadtteil Höntrop. Zwischen 1933 und 1939 gehörte der Verein der damals höchsten Spielklasse, der Gauliga Westfalen an.

## Geschichte
Am 8. August 1916 wurde in der Jugendwehr Höntrop-Vöde eine Fußballabteilung gegründet, die im Dezember 1916 als Ballspielverein 1916 Höntrop eigenständig wurde. Am 5. März 1926 fusionierte der Ballspielverein mit dem VfR Westenfeld-Höntrop zum heutigen SV Höntrop. Der VfR Westenfeld-Höntrop entstand im Jahre 1921 durch die Fusion der Vereine Sportverein 1919 Höntrop und Ballspielverein 1919 Westenfeld.

### Männerfußball
Im Jahre 1933 musste sich die Mannschaft erst im dritten Endspiel der Bezirksmeisterschaft dem FC Schalke 04 beugen und verpasste dadurch die Westdeutsche Meisterschaftsendrunde. Im gleichen Jahr wurden die Höntroper in die Gauliga Westfalen aufgenommen, wo sie 1934 und 1935 Vizemeister hinter Schalke 04 wurden. Am 21. Oktober 1934 gelang der Mannschaft ein 1:0-Sieg gegen Schalke auf deren Glückauf-Kampfbahn. In den späten 1930er Jahren fielen die Höntroper ins Mittelmaß zurück. In der Saison 1938/39 folgte der Abstieg. Während der Saison wurde die Mannschaft für drei Spiele gesperrt – die Partien wurden mit 0:0 für die Gegner als gewonnen gewertet – da die Höntroper laut der Gauleitung die Spielberechtigung für den Spieler Sendrowski erschlichen haben soll. 1941 erreichte die Mannschaft nochmal die Aufstiegsrunde zur Gauliga, musste sich dort aber dem VfL Altenbögge geschlagen geben.
Zwischen 1949 und 1951 sowie von 1952 bis 1956 spielten die Höntroper noch einmal in der drittklassigen Landesliga Westfalen. Den Sprung in die 1956 eingeführte Verbandsliga wurde um einen Punkt verpasst. 1972 rutschte der Verein bis in die Kreisliga hinab. Nach zwei Aufstiegen in drei Jahren kehrte der SV Höntrop in die Landesliga zurück, ehe der Verein nach zwei Abstiegen in Folge 1985 wieder in der Kreisliga A angekommen war. Es folgte der direkte Wiederaufstieg, ehe die Höntroper 1992 Vizemeister der Bezirksliga hinter dem VfB Linden wurden. Drei Jahre später stieg die Mannschaft wieder ab und blieb abgesehen von den Bezirksligajahren 2001 bis 2003 in der Kreisliga A. Erst 2009 ging es wieder rauf in die Bezirksliga, ehe zwei Jahre später der Sprung in die Landesliga folgte. Zwei Abstiege in Folge brachten den Club 2016 in die Kreisliga A, ehe 2018 der Wiederaufstieg in die Bezirksliga gelang. Nach nur einer Saison ging es 2019 wieder runter in die Kreisliga A.

### Frauenfußball
Erfolgreicher ist derzeit die Frauenmannschaft. 2008 erstmals in der Kreisliga gemeldet gelangen den Höntroperinnen auf Anhieb zwei Aufstiege in Folge. Nach mehreren Jahren in der Landesliga wurde die Mannschaft im Jahre 2017 Vizemeister hinter der SG Lütgendortmund. Da Lütgendortmund auf den Aufstieg verzichtete, rückte der SV Höntrop in die viertklassige Westfalenliga nach.

## Persönlichkeiten
- Manfred Behrendt
- Michael Drews
- Otto Faist
- Klaus-Dieter Ochs
- Fritz Przetak
- Volkan Ünlü
- Carsten Wolters
- David Zajas